# Domnolo
Domnolo (em latim: Domnolus) foi um oficial franco do século VI, ativo durante o reinado de Gontrão (r. 561–592). Era doméstico. Foi enviado por Gontrão em 585 com Vandalmaro para transportar Sidônia, esposa de Mumolo, e seus bens de Avinhão ao rei.